# Paul-Luis Eckhardt
Paul-Luis Eckhardt (* 14. November 2000 in Hartmannsdorf) ist ein deutscher Fußballspieler. 

## Karriere
Er begann mit dem Fußballspielen in der Jugendabteilung des Chemnitzer FC. Dort kam er auch zu seinem ersten Einsatz im Profibereich in der 3. Liga, als er am 5. Mai 2018, dem 37. Spieltag, bei der 1:3-Auswärtsniederlage gegen den 1. FC Magdeburg in der 90. Spielminute für Janik Bachmann eingewechselt wurde. In der Sommerpause 2019 wechselte er zum VfL 05 Hohenstein-Ernstthal. Im Sommer 2020 erfolgte sein Wechsel zu Germania Mittweida. Nach zwei Spielzeiten schloss er sich im Sommer 2022 dem BSC Rapid Chemnitz an.